# Pegomancia
Se llama pegomancia al tipo de adivinación que se hacía por medio de los manantiales. 
La pegomancia se practicaba con agua de las fuentes, arrojando a ellas piedras de las que se observaba sus movimientos o sumergiendo vasos o jarras de barro en el agua. La pegomancia más célebre es la adivinación que se hacía mediante dados en la fuente de Apona, junto a Patavium. 
Según Pausanias, en las aguas de la fuente de Potras se echaba un espejo atado con una cuerdecita para que flotando diera a conocer el resultado de una enfermedad. Si la fuente representaba un cadáver indicaba la muerte del enfermo pero si figuraba una persona viva, era signo de una curación. 